# Пинафлавол
Пинафлавол (2-(4-диметиламиностирил)-1-этилпиридиний иодид) — органическое соединение, метиновый краситель, относящийся к гемицианинам и имеющий химическую формулу C17H21N2I. Применялся как оптический сенсибилизатор в фотографии.

## Свойства
Краситель полностью обесцвечивается под действием кислот при pH 2.
Имеет максимум поглощения λmax = 470 нм, сенсибилизирует фотографические эмульсии до значения 600 нм с максимумом около 530 нм. Не имеет провала в зелёной области, как пинавердол. Очень хорошо сочетается в сенсибилизирующих смесях с пинацианолом, придавая чувствительность почти ко всему видимому человеком диапазону волн.

### Производные
Пинафлавол является родоначальником группы красителей — пинафлаволов или стирилцианинов, включающих в свой состав азотсодержащий гетероцикл и бензольное ядро, соединённые виниловыми группами {\displaystyle -CH=CH-}. Общая химическая формула этих соединений:
[Гетероциклическое ядро с пятивалентным азотом] {\displaystyle -(CH=CH)_{n}-C_{6}H_{4}-NR_{2}}
, где n >= 1, а в качестве второго (бензольного) ядра обычно используется диметиланилин;
Пинафлаволы, в отличие от истинных цианинов, имеют простую и широкую полосу поглощения, в то время, как полоса поглощения цианинов имеет два максимума и является узкой.

## Применение
Применялся как сенсибилизатор для зелёной области спектра. При сенсибилизации готовых фотографических материалов совместно с пинацианолом применяют две отдельные ванны.